# Aleksandr Kleshchenko
Bản mẫu:Eastern Slavic name
Aleksandr Aleksandrovich Kleshchenko (tiếng Nga: Александр Александрович Клещенко; sinh ngày 2 tháng 11 năm 1995) là một cầu thủ bóng đá người Nga hiện tại thi đấu cho F.K. Kuban Krasnodar.

## Sự nghiệp câu lạc bộ
Anh thi đấu cho F.K. Alania Vladikavkaz tại Cúp bóng đá Nga 2012–13 trước FC Tyumen vào ngày 27 tháng 9 năm 2012.
Anh có màn ra mắt cho đội một của F.K. Kuban Krasnodar vào ngày 23 tháng 9 năm 2015 trong trận đấu tại Cúp quốc gia Nga trước F.K. Shinnik Yaroslavl.
Anh có màn ra mắt tại Giải bóng đá ngoại hạng Nga cho F.K. Kuban Krasnodar vào ngày 24 tháng 10 năm 2015 trong trận đấu với F.K. Mordovia Saransk.